# Kageyo (Gatsibo)
Kageyo (Kinyarwanda Umurenge wa Kageyo) ist einer von 14 Sektoren im Distrikt Gatsibo in der Ostprovinz von Ruanda.

## Geographie
Kageyo hat eine Fläche von 56,01 km² und liegt auf einer Höhe von etwa 1730 m. Der Sektor unterteilt sich in die vier Zellen Busetsa, Gituza, Kintu und Nyagisozi. Nachbarsektoren sind im Norden Gatsibo, im Osten Gitoki, im Südosten Remera, im Süden Muhura, im Südwesten Muko und im Westen Ruvune.

## Bevölkerung
Zur Volkszählung von 2022 betrug die Einwohnerzahl 24.702 Einwohner. Zehn Jahre zuvor waren es 21.567, was einem jährlichen Bevölkerungszuwachs von 1,4 Prozent zwischen 2012 und 2022 entspricht.

## Verkehr
Durch den Sektor führt eine Stand 2022 nicht asphaltierte District Road.